# 완도수목원

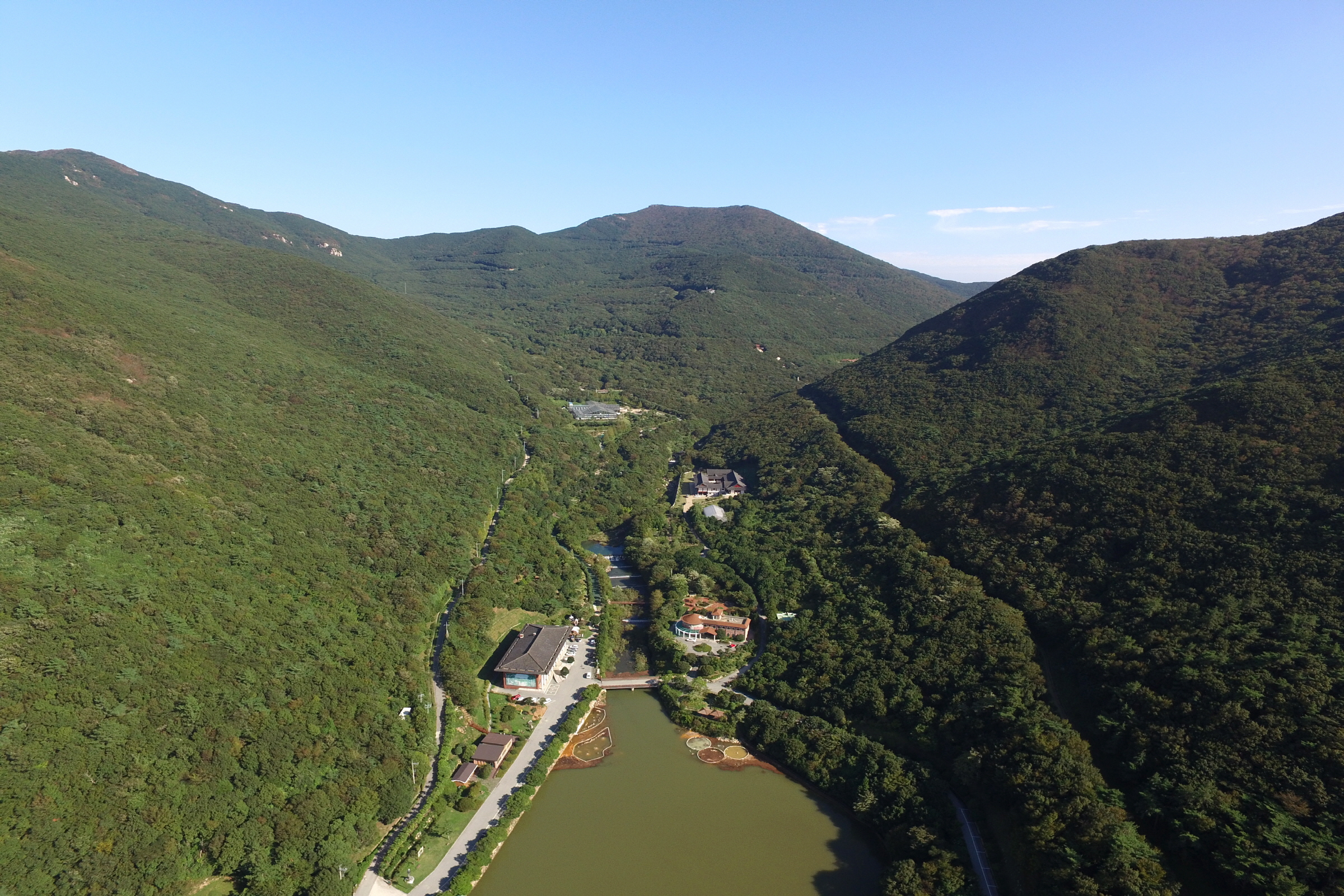
완도수목원 항공촬영

완도수목원은 전라남도에서 운영하는 공립수목원(公立樹木園)으로 전라남도 완도군 군외면 대문리 일원의 2,050ha규모의 대한민국 유일의 난대(暖帶)수목원이자 최대의 난대림 자생지(自生地)이다.

## 특징
인간의 삶과 산림의 효능에 관한 모델 제시로 질 높은 산림, 문화, 휴양의 기회를 제공할 목적으로 만들어진 완도수목원은 대한민국 국토의 15%인 난대지방에 위치해 있는 난대(暖帶)수목원이다. 난대림이란 연평균기온 14°C 이상, 1월 평균기온 0°C이상, 강수량은 1,300~1,500mm, 북위 35° 이남의 남해안과 제주도, 울릉도 지역등 대한민국에서 가장 온화하고 일교차가 적으며 비가 많이 내리는 지역에서 볼 수 있는 독특한 상록(常綠)활엽수림을 말한다. 

완도수목원은 난대림을 대표하는 동백나무, 구실잣밤나무, 감탕나무, 후박나무, 굴거리나무, 붉은가시나무 등 조경 및 식용(食用)과 약용(藥用)으로서 가치가 높은 상록활엽자생수림이 2,000여ha에 분포하고 있는 식물자원의 보고이다.

## 역사
- 1991년 4월 10일  - 전라남도 완도수목원 개장
- 1998년 9월 1일  - 전라남도 산림환경연구소와 완도수목원 통합
- 2007년 8월 17일  - '완도난대수목원'으로 공립수목원 등록
- 2008년 7월 15일  - 산림자원연구소 완도수목원으로 명칭변경
- 2011년 10월 25일  - 아름다운 숲 전국대회 '공존상' 수상[2]

## 주요 시설

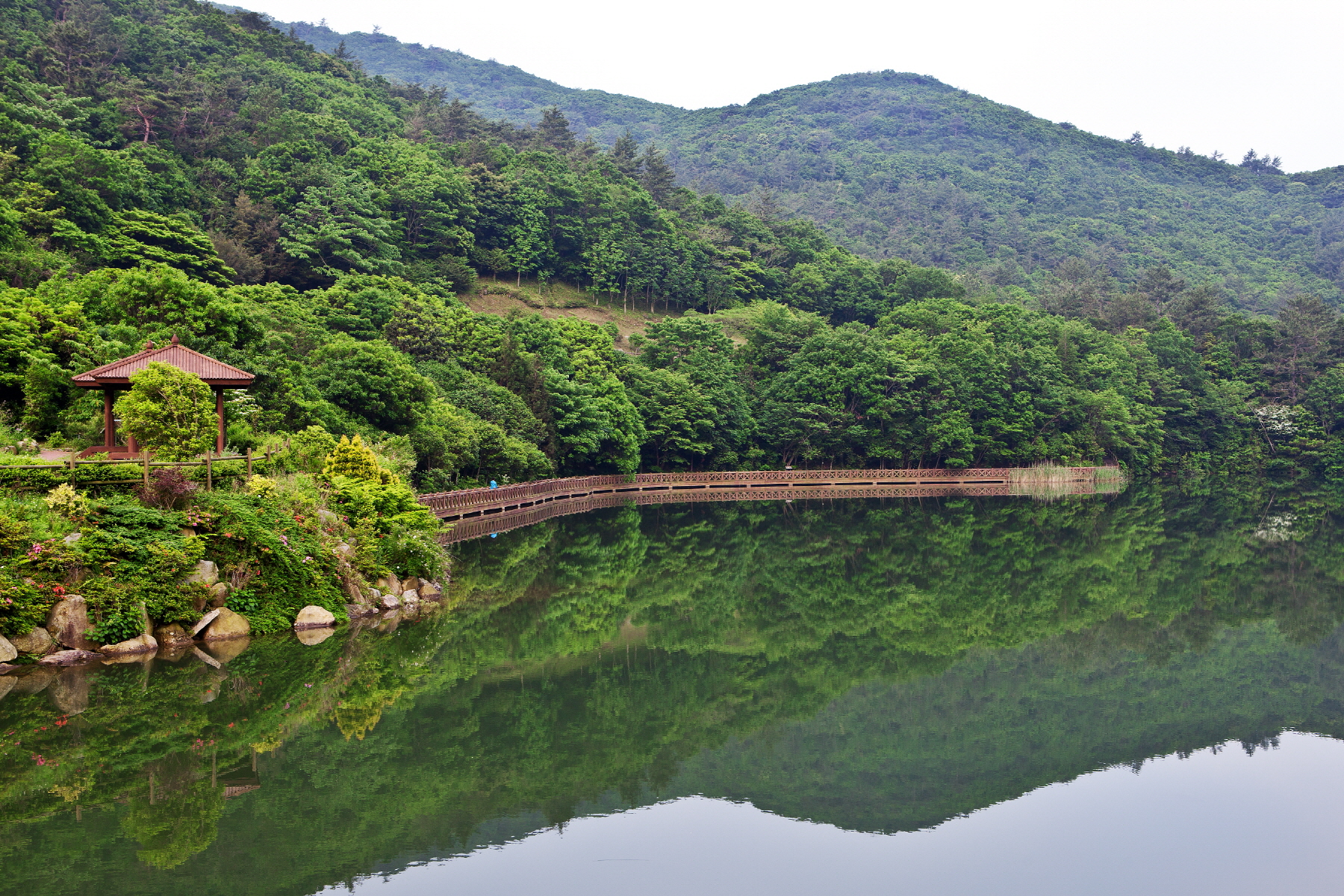
완도수목원 수변데크

수목원 총면적은 2,050ha이며, 보유수목은 3,801종이다. 

이 중 난대성식물을 포함한 자생식물이 752종이고, 식물을 형태·분류학상, 종별로 수집하여 전시·보전하고 있는 30여개의 전문소원에 2,876종이 있다. 대표적인 전문소원으로는 얼룩식물원, 방향식물원, 수생식물원, 향토공예원, 동백나무과원, 침엽수원등이 있다. 3,196m²의 아열대온실에는 야자류, 관엽식물류, 열대과일류, 허브류 등 200여종을 전시하고 있는 열대·아열대식물원과 다양한 선인장류 300여종을 전시하고 있는 선인장·다육식물원이 있다. 그 외 산림박물관, 산림환경교육관, 교육관리동, 전망대, 난대림탐방로 등이 있다.